# Danilova (inslagkrater)
Danilova is een inslagkrater op Venus. Danilova werd in 1991 genoemd naar de Russische balletdanseres Maria Danilova (1793-1810).
De krater heeft een diameter van 48,8 kilometer en bevindt zich in het quadrangle Lavinia Planitia (V-55). In de onmiddellijke nabijheid op Lavinia Planitia bevinden zich ook Saskia (37,1 km diameter) en Aglaonice (63,7 km diameter).